# Don Candy
Donald „Don“ William Candy (* 31. März 1929 in Adelaide; † 14. Juni 2020 ebenda) war ein australischer Tennisspieler. Er war Titelträger im Doppel bei den French Open 1956.

## Karriere
Bereits in seiner Jugend konnte Candy verschiedene Titel in seiner jeweiligen Altersklasse gewinnen. So gewann er unter anderem 1947 das Junioreneinzel und im Folgejahr an der Seite von Ken McGregor das Juniorendoppel der Australian Open. Nach den Australian Open im 1949 wechselte er von Adelaide nach Melbourne, wo er mit Frank Sedgeman, Ken McGregor und Mervyn Rose trainierte.
Im Einzel konnte Candy zweimal das Viertelfinale der Australian Open erreichen. 1952 verlor er gegen den späteren Finalisten Frank Sedgman und 1959 gegen Neale Fraser.
Größere Erfolge feierte er im Doppel. So erreichte er mit seinem langjährigen Doppelpartner Mervyn Rose 1951 bei den U.S. National Championships, die später als US Open ausgetragen wurden, das Doppelfinale. Er konnte viermal das Doppelfinale der Australian Open erreichen, dreimal mit Mervyn Rose und einmal mit Robert Howe. 
Im Jahr 1956 gelang Candy an der Seite von Bob Perry sein erster und einziger Turniersieg bei einem Grand-Slam-Turnier. Sie gewannen das Doppelfinale der French Open, obwohl sie vor diesem Turnier nie ein Match zusammen bestritten haben. Im nachfolgenden Jahr erreichte er auch mit Mervyn Rose das Finale dieses Turniers.
Nach seiner aktiven Karriere war er als Trainer tätig und betreute unter anderem Pam Shriver und Jimmy Connors.

## Privates
Don Candy war bis zu seinem Tod mit einer Amerikanerin verheiratet, mit der er eine Tochter hatte und lange Zeit in Baltimore lebte. Später gingen sie gemeinsam zurück nach Australien. Zwei Jahre nach seinem Tod gab Pam Shriver bekannt, dass sie ab dem Alter von 17 Jahren für fünf Jahre eine außereheliche Beziehung mit Candy geführt habe.

## Finalteilnahmen bei Grand-Slam-Turnieren

### Doppel

#### Turniersiege
| Nr. | Datum        | Turnier     | Belag | Partner   | Finalgegner            | Ergebnis      |
| --- | ------------ | ----------- | ----- | --------- | ---------------------- | ------------- |
| 1.  | 27. Mai 1956 | French Open | Sand  | Bob Perry | Ashley Cooper Lew Hoad | 7:5, 6:3, 6:3 |

#### Finalteilnahmen
| Nr. | Datum             | Turnier             | Belag | Partner     | Finalgegner                | Ergebnis             |
| --- | ----------------- | ------------------- | ----- | ----------- | -------------------------- | -------------------- |
| 1.  | 5. September 1951 | US Open             | Rasen | Mervyn Rose | Ken McGregor Frank Sedgman | 8:10, 4:6, 6:4, 5:7  |
| 2.  | 28. Januar 1952   | Australian Open (1) | Rasen | Mervyn Rose | Ken McGregor Frank Sedgman | 4:6, 5:7, 3:6        |
| 3.  | 17. Januar 1953   | Australian Open (2) | Rasen | Mervyn Rose | Lew Hoad Ken Rosewall      | 11:9, 4:6, 8:10, 4:6 |
| 4.  | 30. Januar 1956   | Australian Open (3) | Rasen | Mervyn Rose | Lew Hoad Ken Rosewall      | 8:10, 11:13, 4:6     |
| 5.  | 2. Juni 1957      | French Open         | Sand  | Mervyn Rose | Mal Anderson Ashley Cooper | 3:6, 0:6, 3:6        |
| 6.  | 26. Januar 1959   | Australian Open (4) | Rasen | Robert Howe | Rod Laver Bob Mark         | 7:9, 4:6, 2:6        |